# Glükonaszturtiin
A glükonaszturtiin glükozinolát a szinigrinhez hasonlóan a tormában (Armoracia rusticana) található. Mindkét vegyületnek csípős íze van.
A kifejlett tormagyökér kivonatában a szinigrin 83%-ban és a glükonaszturtiin 11%-ban található.